# ساره حجازی
ساره حجازی (عربی: سارة حجازي؛ ۱۹۹۰–۱۴ ژوئن ۲۰۲۰) یک فعاّل لزبین مصری بود. او پس از بالا بردن پرچم رنگین‌کمان در کنسرت مشروع لیلی در سال ۲۰۱۷ در قاهره به مدت سه ماه در زندان در مصر دستگیر، زندانی و شکنجه شد. او درخواست پناهندگی کرده‌بود و در حالی که به علّت تجربهٔ شکنجه‌ای در زندان مصر متحمل شده بود به اختلال اضطراب پس از سانحه مبتلا شده‌بود، در کانادا زندگی می‌کرد. او در ۱۴ ژوئن سال ۲۰۲۰ خودکشی کرد.

## دستگیری اولیه
در ۲۷ سپتامبر ۲۰۱۷، حجازی به کنسرت گروه مشروع لیلی رفت. حامد سنو خوانندهٔ این گروه آشکارا همجنسگرا است. حجازی و چند نفر دیگر بعد از این که پرچم رنگین کمان را در حمایت از حقوق افراد ال‌جی‌بی‌تی تکان می‌دادند، دستگیر شدند. دستگیری او با پاسخ سرکوبگرانهٔ سختگیرانهٔ مصر برای پایان دادن به حمایت عمومی از حقوق افراد ال‌جی‌بی‌تی در این کشور همزمان بود. او بعدها گفت که همبندانش در زندان او را کتک می‌زدند و آزار می‌دادند. او سپس آزاد شد و ۲۰۰۰ لیر مصر جریمه شد.

## دیدگاه‌های سیاسی

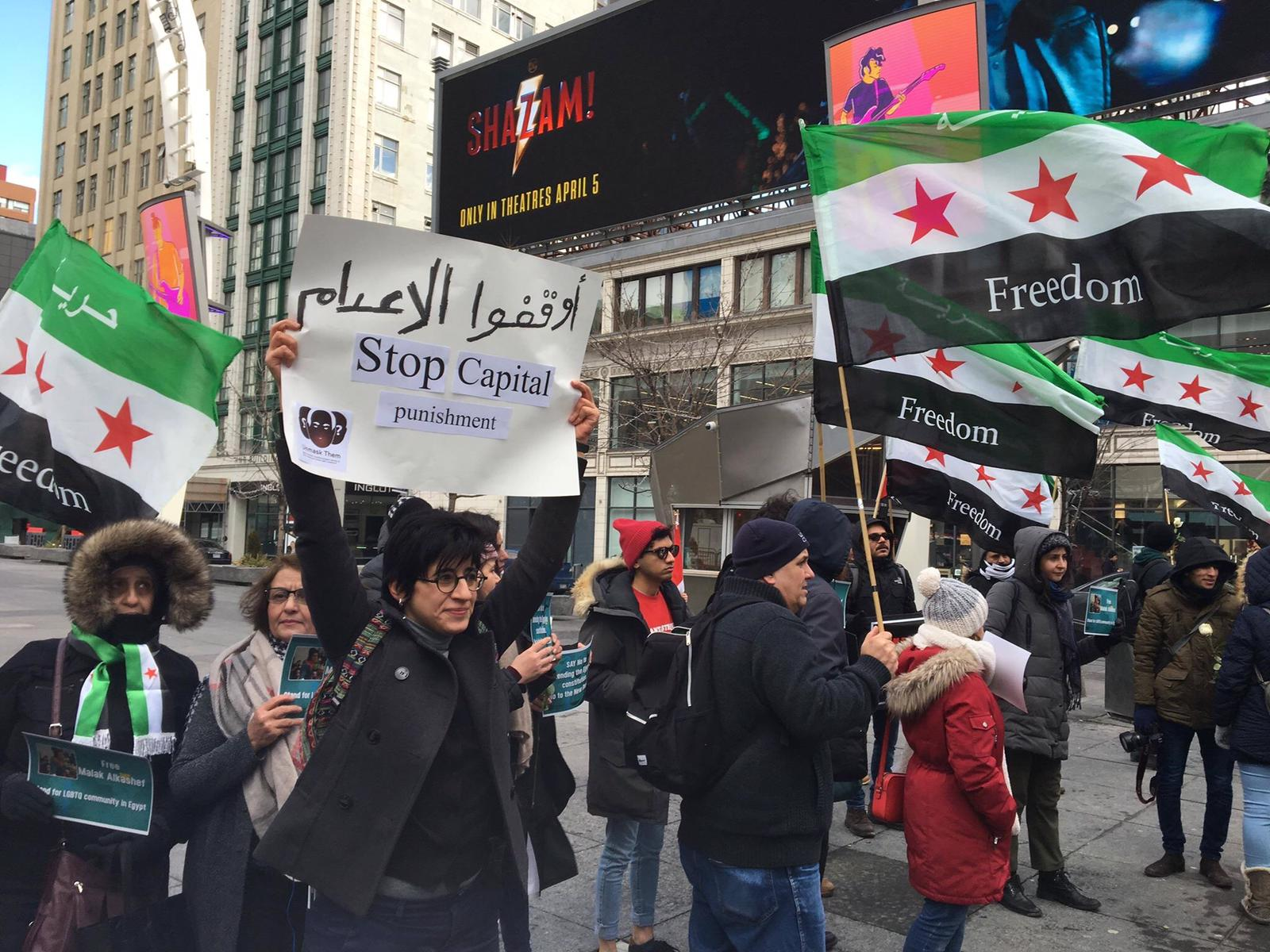

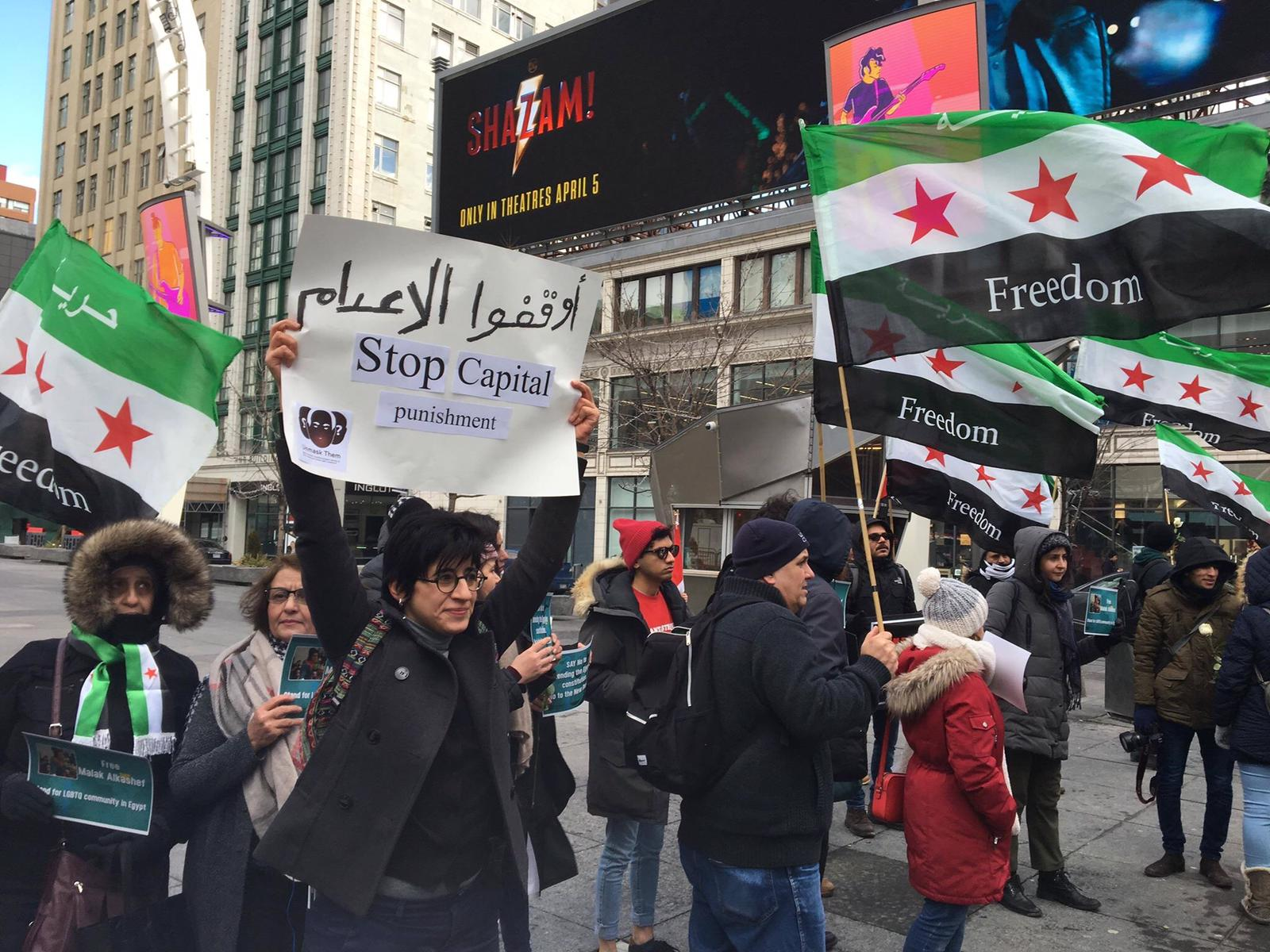
تصویری از ساره حجازی در کانادا با شعار «اُوقَفوا الاِعدام» (اعدام را متوقف کنید).

حجازی خود را یک کمونیست معرفی می‌کرد و حامی حزب نان و آزادی در مصر بود، او زمانی که به کانادا رفت با شبکهٔ سوسیالیست اسپرینگ همکاری می‌کرد. حجازی گفته بود که به علّت مخالفت با رژیم سیسی از شغلش اخراج شده بود. نه سال پس از انقلاب مصر، حجازی نوشته بود: «رژیم قدیمی هر کاری را امتحان خواهد کرد، حتی می‌تواند نشانه‌های مهم رژیم خود را فدا کند، تا بتواند در قدرت بماند یا دوباره قدرت را بدست آورد» و رئیس‌جمهور سیسی را «ظالمانه‌ترین و خشن‌ترین دیکتاتور تاریخ مدرن ما» توصیف کرد و نوشت: «انقلابیون اعتقاد داشتند که نبرد طبقاتی است.» حجازی نوشت که در نتیجه، انقلاب ناقص مانده‌است «اکثر ما اکنون در گور، زندان یا تبعید هستیم.»

## درگذشت و یادبود

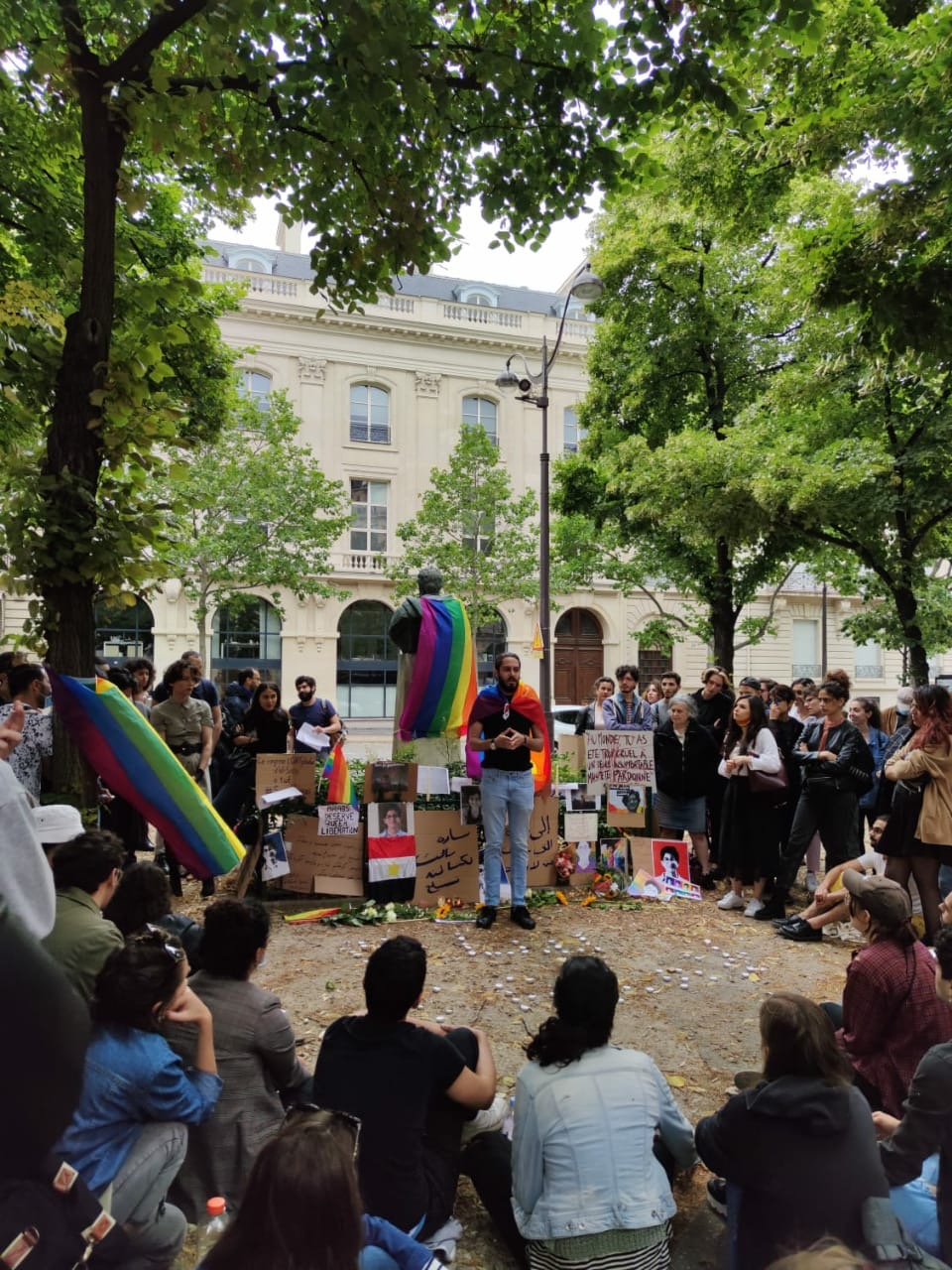
مراسم یادبود سارا حجازی، پاریس، 21 ژوئن 2020

نامه‌ای کوتاه منتسب به حجازی، که به عربی نوشته شده بود، پس از درگذشت وی در رسانه‌های اجتماعی منتشر شد. در این نامه آمده‌است: «به خواهران و برادرانم، کوشیدم زنده بمانم اما نتوانستم، مرا ببخشید. به دوستانم، آن تجربه هولناک بود و من ضعیف‌تر از آن بودم که در برابرش مقاومت کنم، مرا ببخشید. به دنیا، به طرز وحشتناکی بی‌رحم بودی، اما می‌بخشمت.» مرگ حجازی بازخوردهای بسیاری از سراسر دنیا دریافت کرد که محتوایی مشابه داشتند. حامد سنو ادای احترامی در پروفایل فیس بوک خود به حجازی کرد. او نوشت «لروحک حریه» یا «آزادی برای روح تو». مجله سوسیالیست کانادایی اسپرینگ با انتشار نامه والری لنون، تسلیتی برای حجازی منتشر کرد: «من او را به یاد می‌آورم که می‌گفت: «من هرگز به اندازهٔ زمان انقلاب احساس زندگی نکردم» به افتخار او و برای تحقّق حس زندگی او وظیفه ما این است که به مبارزه برای انقلاب در اینجا، مصر و سراسر جهان ادامه دهیم.»